# Бубакар Діаліба
Бубакар Діабанг Діаліба (фр. Boubacar Diabang Dialiba, нар. 13 липня 1988, Дакар, Сенегал) — сенегальський футболіст, лівий півзахисник турецького «Гіресунспору».

## Клубна кар'єра
Народився в столиці Сенегалу, місті Дакар. Футболом розпочав займатися на батьківщині. Спочатку виступав за молодіжну команду ФК «Абеме», а згодом перейшов у «Расінг де Дакар». У 2006 році переходить до гранда боснійського футболу, сараєвського «Желєзнічара». Влітку 2008 року переїздить до Іспанії, де стає гравцем «Реал Мурсії». Іспанці заплатили за перехід Бубакара сараєвському клубу 150 000 євро (цей трансфер увійшов до десятки найприбутковіших переходів в історії «Желєзнічара»). Розглядався тодішнім головним тренером клубу з Мурсії Хав'єром Клементе як гравець основного складу. Дебют для сенегальця в іспанському клубі виявився вдалим. Вже в першому ж офіційному поєдинку в складі нового клубу Діаліба відзначився голом у воротах амстердамського «Аякса». Зіграв ще в 3 офіційних поєдинках, після чого отримав важку травму, через яку пропустив майже цілий рік. У сезоні 2009/10 років відправився на перегляд до австрійського клубу «Ред Булл» (Зальцбург), оскільки тодішній тренер «Реал-Мурсії» Хосе Мігель Кампас більше не розраховував на сенегальця.
31 серпня 2009 року підписав 2-річний контракт з бельгійським «Мехеленом».
26 червня 2014 року підписав 1-річний контракт з можливістю автоматичного продовження ще на чотири роки з польською «Краковією».
Під час літнього трансферного вікна 2016 року був проданий до клубу «Єні Малатьяспор» з турецького Першого дивізіону. У сезоні 2016/17 років був ключовим гравцем цієї команди, разом з якою став срібним призером Першого дивізіону та здобув путівку до Суперліги. Однак після цього контракт з гравцем не було продовжено й він як вільний агент перейшов до «Гіресунспору», який виступав у першому дивізіоні турецького чемпіонату.

## Кар'єра в збірній
Під час виступів у «Желєзнічарі» викликався до молодіжної збірної Боснії і Герцеговини.
Після відходу з сараєвського клубу більше не отримував викликів від боснійської «молодіжки». Тому Бубакар вирішив представляти країну свого народження — Сенегал. 29 лютого 2012 року дебютував у футболці національної збірної Сенегалу з футболу в Дурбані в товариському поєдинку проти збірної Південно-Африканської Республіки.

## Статистика виступів

### Клубна
| Сезон             | Клуб              | Змагання          | Змагання | Змагання | Плей-оф | Плей-оф | Кубок | Кубок | Загалом | Загалом |
| Сезон             | Клуб              | Змагання          | Матчі    | Голи     | Матчі   | Голи    | Матчі | Голи  | Матчі   | Голи    |
| ----------------- | ----------------- | ----------------- | -------- | -------- | ------- | ------- | ----- | ----- | ------- | ------- |
| 2004-2005         | «Желєзнічар»      | Прем'єр-ліга      | 9        | 0        | —       | —       | ?     | ?     | 9       | 0       |
| 2005-2006         | «Желєзнічар»      | Прем'єр-ліга      | 21       | 10       | —       | —       | ?     | ?     | 21      | 10      |
| 2007-2008         | «Желєзнічар»      | Прем'єр-ліга      | 28       | 9        | —       | —       | ?     | ?     | 28      | 9       |
| 2008-2009         | «Желєзнічар»      | Прем'єр-ліга      | 2        | 0        | —       | —       | 0     | 0     | 2       | 0       |
| 2008-2009         | «Реал Мурсія»     | Сегунда Дивізіон  | 13       | 1        | —       | —       | 0     | 0     | 13      | 1       |
| 2009-2010         | «Мехелен»         | Ліга Жупіле       | 7        | 1        | 4       | 0       | 1     | 0     | 12      | 1       |
| 2010-2011         | «Мехелен»         | Ліга Жупіле       | 19       | 1        | 5       | 1       | 2     | 0     | 26      | 2       |
| 2011-2012         | «Мехелен»         | Ліга Жупіле       | 24       | 6        | 0       | 0       | 1     | 0     | 25      | 6       |
| 2012-2013         | «Мехелен»         | Ліга Жупіле       | 18       | 3        | 4       | 1       | 1     | 0     | 23      | 4       |
| 2013-2014         | «Мехелен»         | Ліга Жупіле       | 23       | 2        | 2       | 0       | 2     | 1     | 27      | 3       |
| 2014-2015         | «Краковія»        | Екстракляса       | 28       | 5        | —       | —       | 4     | 0     | 32      | 5       |
| 2015-2016         | «Краковія»        | Екстракляса       | 17       | 2        | —       | —       | 2     | 0     | 19      | 2       |
| 2016-2017         | «Єні Малатьяспор» | Перший дивізіон   | 30       | 13       | —       | —       | 2     | 0     | 32      | 13      |
| 2017-2018         | «Гіресунспор»     | Перший дивізіон   | 14       | 2        | —       | —       | 0     | 0     | 14      | 2       |
| Усього за кар'єру | Усього за кар'єру | Усього за кар'єру | 253      | 55       | 15      | 2       | 15    | 1     | 283     | 58      |